# Isola di Savo
L'isola di Savo è un'isola minore dell'arcipelago delle Isole Salomone che si trova nel Pacifico del Sud. Appartiene allo Stato delle Isole Salomone. L'isola è situata a nord est di Capo Speranza, punta settentrionale dell'Isola di Guadalcanal, ed ha una forma circolare. È di origine vulcanica.
L'isola divenne famosa durante la seconda guerra mondiale per gli scontri navali che ebbero luogo nelle sue vicinanze durante la campagna di Guadalcanal. Intorno all'isola furono combattute cinque battaglie che vennero inizialmente denominate Prima battaglia dell'isola di Savo, Seconda battaglia dell'isola di Savo così via fino alla quinta. In seguito a questi scontri fu cambiato il nome ed assunsero quello delle località nelle cui vicinanze avvennero i combattimenti.
L'isola è presente anche nel videogioco Commandos 2: Men of Courage.